# Gatti, aujourd'hui

Gatti, aujourd'hui est un essai biographique centré sur l'œuvre théâtrale de l'écrivain, poète et dramaturge Armand Gatti, coécrit par Gérard Golzan et Jean-Louis Pays, paru en 1970.

## Présentation
Cet essai sur le théâtre d'Armand Gatti n'évoque sa biographie que quand elle sert à éclairer telle ou telle partie de son œuvre ou pour certaines pièces de théâtre qui sont largement autobiographiques.

## Sommaire
1. De l'expérience vécue à l'ouvrage dramatique
2. Du monde humilié... à l'homme insurgé
3. Naissance de l'ouvrage dramatique
4. L'autre dans et devant l'ouvrage dramatique
5. Diviser le public
6. Théâtre éclaté
7. Présence de la réalité
8. Langage et communication
9. Théâtrologie